# U-44 (tàu ngầm Đức) (1939)
U-44 là một tàu ngầm tuần dương  Lớp Type IX thuộc phân lớp Type IXA được Hải quân Đức Quốc Xã chế tạo trước Chiến tranh Thế giới thứ hai. Nhập biên chế năm 1939, nó chỉ thực hiện được hai chuyến tuần tra, nhưng đã đánh chìm tổng cộng được tám tàu buôn với tổng tải trọng 30.885 GRT. Trong chuyến tuần tra cuối cùng, U-37 bị đắm do trúng thủy lôi ngoài khơi bờ biển Hà Lan vào ngày 13 tháng 3, 1940.

## Thiết kế và chế tạo

### Thiết kế
Thiết kế của tàu ngầm Type IX là phiên bản cải biến từ tàu ngầm Type IA. Chúng có trọng lượng choán nước 1.032 t (1.016 tấn Anh) khi nổi và 1.153 t (1.135 tấn Anh) khi lặn). Con tàu có chiều dài chung 76,50 m (251 ft 0 in), lớp vỏ trong chịu áp lực dài 58,75 m (192 ft 9 in), mạn tàu rộng 6,51 m (21 ft 4 in), chiều cao 9,40 m (30 ft 10 in) và mớn nước 4,70 m (15 ft 5 in).
Chúng trang bị hai động cơ diesel MAN M 9 V 40/46 siêu tăng áp 9-xy lanh 4 thì, tổng công suất 4.400 PS (3.200 kW; 4.300 bhp), dẫn động hai trục chân vịt đường kính 1,92 m (6,3 ft), cho phép đạt tốc độ tối đa 18,2 kn (33,7 km/h), và tầm hoạt động tối đa 10.500 nmi (19.400 km) khi đi tốc độ đường trường 10 kn (19 km/h). Khi đi ngầm dưới nước, chúng sử dụng hai động cơ/máy phát điện Siemens-Schuckert 2 GU 345/34 tổng công suất 1.000 PS (740 kW; 990 shp). Tốc độ tối đa khi lặn là 7,7 kn (14,3 km/h), và tầm hoạt động 65–78 nmi (120–144 km) ở tốc độ 4 kn (7,4 km/h). Con tàu có khả năng lặn sâu đến 230 m (750 ft).
Vũ khí trang bị có sáu ống phóng ngư lôi 53,3 cm (21 in), bao gồm bốn ống trước mũi và hai ống phía đuôi, và mang theo tổng cộng 22 quả ngư lôi 53,3 cm (21 in). Tàu ngầm Type IX trang bị một hải pháo 10,5 cm (4,1 in) SK C/32 với 110 quả đạn, một pháo phòng không 3,7 cm (1,5 in) SK C/30 và hai pháo phòng không 2 cm (0,79 in) C/30. Thủy thủ đoàn bao gồm 4 sĩ quan và 44 thủy thủ.

### Chế tạo
U-44 được đặt hàng vào ngày 29 tháng 7, 1936, và được đặt lườn tại xưởng tàu AG Weser của hãng DeSchiMAG ở Bremen vào ngày 15 tháng 9, 1938. Nó được hạ thủy vào ngày 5 tháng 8, 1939, và nhập biên chế cùng Hải quân Đức Quốc Xã vào ngày 4 tháng 11, 1939 dưới quyền chỉ huy của Hạm trưởng, Đại úy Hải quân Ludwig Mathes.

## Lịch sử hoạt động
Sau khi hoàn tất việc huấn luyện trong thành phần Chi hạm đội U-boat 6 trong tháng 11 và tháng 12, 1939, U-44 được điều sang Chi hạm đội U-boat 2 từ ngày 1 tháng 1, 1940 để hoạt động trên tuyến đầu.

### Chuyến tuần tra thứ nhất
U-44 khởi hành từ cảng Wilhelmshaven vào ngày 6 tháng 1, 1940 cho chuyến tuần tra đầu tiên trong chiến tranh. Nó tiến ra Bắc Hải, rồi băng qua khe GIUK giữa các quần đảo Shetland và Faroe để vòng qua quần đảo Anh và bắt đầu hoạt động trong vùng biển Đại Tây Dương về phía Tây vịnh Biscay. Tại đây trong các ngày 15 và 16 tháng 1, nó đã đánh chìm các tàu buôn Hà Lan Arendskerk 7.906 GRT, tàu buôn Na Uy Fagerheim 1.590 GRT, và tàu buôn Hy Lạp Panachrandros 4.661 GRT.
U-44 sau đó đi xa hơn về phía Nam đến vùng biển ngoài khơi Bồ Đào Nha, nơi nó tiếp tục đánh chìm tàu buôn Đan Mạch Canadian Reefer 1.831 GRT vào ngày 16 tháng 1, tàu buôn Hy Lạp Ekatontarchos Dracoulis 5.329 GRT vào ngày 20 tháng 1, tàu buôn Pháp Alsacien 2.769 GRT vào ngày 24 tháng 1, tàu buôn Pháp Tourny 3.819 GRT vào ngày 25 tháng 1, và tàu buôn Hy Lạp Flora 2.980 GRT vào ngày 28 tháng 1. U-44 kết thúc chuyến tuần tra và về đến Wilhelmshaven vào ngày 7 tháng 12.

### Chuyến tuần tra thứ hai
U-44 lại xuất phát từ cảng Wilhelmshaven vào ngày 13 tháng 3 cho chuyến tuần tra thứ hai, cũng là chuyến cuối cùng, và tiếp đi ra Bắc Hải để đi sang Đại Tây Dương. Chỉ vài giờ sau khi rời cảng, chiếc tàu ngầm đã đi vào bãi mìn số 7 ngoài khơi bờ biển phía Bắc Hà Lan, do các tàu khu trục Hải quân Hoàng gia Anh HMS Esk, HMS Express, HMS Icarus, HMS Faulknor và HMS Impulsive rải. U-44 đã trúng phải một quả thủy lôi và đắm tại tọa độ 54°14′B 5°07′Đ / 54,233°B 5,117°Đ. Toàn bộ 47 thành viên thủy thủ đoàn của U-44 đều đã tử trận.

### Tóm tắt chiến công
U-44 đã đánh chìm được tám tàu buôn với tổng tải trọng 30.885 GRT, tất cả đều trong chuyến tuần tra thứ nhất:
| Ngày             | Tên tàu                 | Quốc tịch   | Tải trọng | Số phận      |
| ---------------- | ----------------------- | ----------- | --------- | ------------ |
| 15 tháng 1, 1940 | Arendskerk              | Netherlands | 7.906     | Bị đánh chìm |
| 15 tháng 1, 1940 | Fagerheim               | Norway      | 1.590     | Bị đánh chìm |
| 16 tháng 1, 1940 | Panachrandros           | Greece      | 4.661     | Bị đánh chìm |
| 18 tháng 1, 1940 | Canadian Reefer         | Denmark     | 1.831     | Bị đánh chìm |
| 20 tháng 1, 1940 | Ekatontarchos Dracoulis | Greece      | 5.329     | Bị đánh chìm |
| 24 tháng 1, 1940 | Tourny                  | France      | 3.819     | Bị đánh chìm |
| 25 tháng 1, 1940 | Alsacien                | France      | 2.769     | Bị đánh chìm |
| 28 tháng 1, 1940 | Flora                   | Greece      | 2.980     | Bị đánh chìm |